# Форнесс, Даг
Даг Форнесс (норв. Dag Fornæss; род. 30 июня 1948, Хамар, Норвегия) — норвежский конькобежец, чемпион мира, двукратный чемпион Европы, трёхкратный чемпион Норвегии в классическом многоборье, серебряный призёр чемпионата Норвегии в спринтерском многоборье. Выступал за клуб Hamar Idrettslag.

## Спортивная биография
Даг Форнесс выступал за клуб Hamar Idrettslag. В 1969 году он победил на чемпионате страны, чемпионате Европы и чемпионате мира. В этом же году установил мировой рекорд на дистанции 3000 метров. За эти достижения был удостоен премии имени Оскара Матисена и стал лучшим спортсменом года в Норвегии. После выступления на олимпийских играх 1972 года завершил выступления на конькобежных соревнованиях. В 1972 году Даг Форнесс играл в чемпионате Норвегии по футболу за клуб «Шейд».

## Спортивные достижения
| Год  | Чемпионат Европы | Олимпийские игры      | Чемпионат мира | ЧМ спринт |
| ---- | ---------------- | --------------------- | -------------- | --------- |
| 1969 | 1                |                       | 1              |           |
| 1970 | 2                |                       | 5e             | 10e       |
| 1971 | 3                |                       | 4e             | -         |
| 1972 | 5e               | 13e 1500 м 13e 1000 м | -              | -         |

## Рекорды мира
| Дистанция | Время  | Дата           | Место             |
| --------- | ------ | -------------- | ----------------- |
| 3000 м    | 4.17,4 | 28 января 1969 | Кортина-д’Ампеццо |